# 安德烈亚斯·布龙斯特
安德烈亚斯·布龙斯特（德語：Andreas Bronst，1957年11月12日—），德国男子竞技体操运动员。他曾获得1980年夏季奥运会体操比赛男子团体全能银牌。他在该届奥运会也参加了其他个人小项，最好名次是男子双杠的第11名。